# Dunakeszi kistérség
A Dunakeszi kistérség kistérség Pest megyében, központja: Dunakeszi.

## Települései
| Dunakeszi | Fót | Göd | Mogyoród |

## Fekvése
A főváros közvetlen szomszédságában, attól északra, a Duna bal partján helyezkedik el.

## Története
Mogyoród 2007-ben a Gödöllői kistérségből került a Dunakeszi kistérségbe.

## Lakónépesség alakulása
| Település | Lélekszám (2011) |
| --------- | ---------------- |
| Dunakeszi | 39 446           |
| Fót       | 18 864           |
| Göd       | 18 379           |
| Mogyoród  | 6 264            |
| Összesen  | 82 953           |

## Nevezetességei
- Dunakeszi: Római híd hídfőjének romjai a Dunaparton. Árpád-kori romtemplom.

- Fót: Ybl Miklós tervezte római katolikus műemléktemplom és a Gyermekvárosban található klasszicista Károlyi-kastély. Számos védett fajnak (például fóti boglárka) élőhelyet biztosít a Gödöllői-dombság részét képező Somlyó-hegy.

- Göd:

- Mogyoród: Hungaroring, Aquaréna